# Подводные лодки проекта 092 «Ся»

Внешний вид после модернизации.

Подводная лодка проекта 092 «Ся» (по классификации ВМС стран НАТО — «Xia class», Daqingyu) — первая китайская ПЛАРБ (атомная подводная лодка с баллистическими ракетами), изготовленная в единственном экземпляре.

## Разработка проекта
В качестве прототипа для ПЛ проекта «Ся» были использованы атомные ПЛ проекта «Хань».

## Строительство
Единственная ПЛАРБ проекта «Ся» была заложена в 1978 г. на судостроительной верфи города Хулудао. Спуск подводной лодки на воду произошёл 30 апреля 1981 г., но из-за возникших технических трудностей в строй ПЛ удалось ввести только в 1987 г. Подводной лодке «Ся» после принятия в строй ВМС КНР был присвоен индивидуальный бортовой номер 406.

## Конструкция
По конструктивным особенностям близка к атомным ПЛ проекта «Хань», но в отличие от ПЛ этого проекта в корпус ПЛАРБ «Ся» «врезан» дополнительный ракетный отсек с шахтами баллистических ракет.

## Вооружение

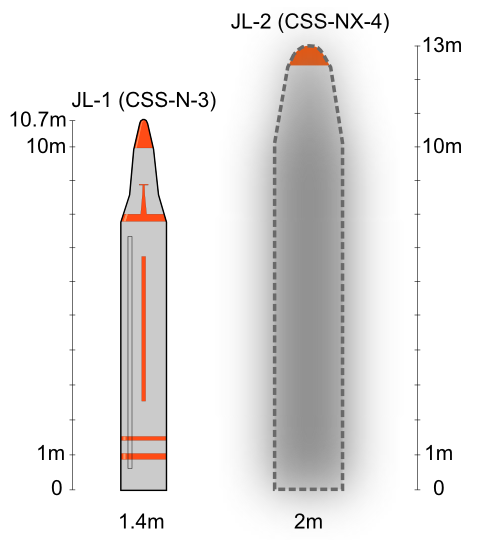
субмарина проекта 092 «Ся» оснащена ракетами JL-1 (CSS-N-3)

ПЛАРБ проекта 092 «Ся» вооружена 12 шахтами для хранения и запуска баллистических ракет средней дальности JL-1 (по классификации NATO — CSS-N-3). Вспомогательное вооружение подводной лодки состоит из шести 533-мм торпедных аппаратов Yu-3 (китайский аналог торпед СЭТ-65Э) .
Радиоэлектронное вооружение включает систему управления ракетной стрельбой, активно-пассивную гидроакустическую станцию, а также РЛС освещения воздушной обстановки и обнаружения подводных целей. На подводной лодке имеются средства радиосвязи, радиоразведки и радиоэлектронного противодействия.